# Inès de la Fressange

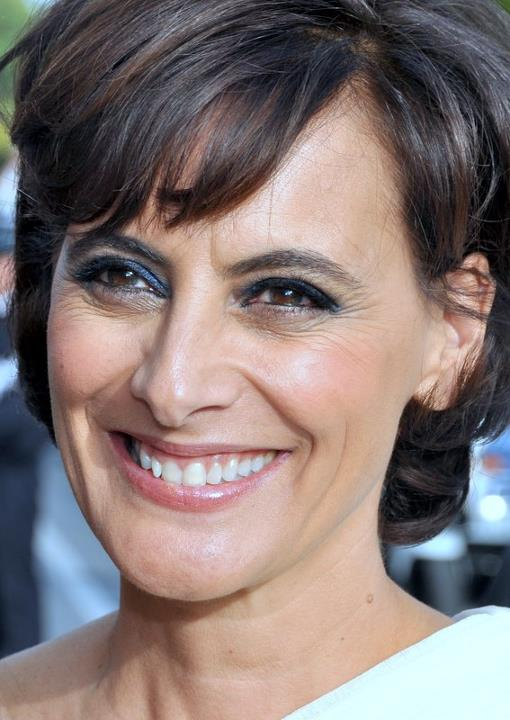
Inès de La Fressange 2012 bei den Internationalen Filmfestspielen von Cannes

Inès Marie Lætitia Églantine Isabelle de Seignard de La Fressange (* 11. August 1957 in Gassin) ist ein ehemaliges französisches Model sowie eine Mode- und Parfum-Designerin.

## Leben
Ihr Vater, Marquis André de Seignard de La Fressange, war Wertpapierhändler, ihre argentinische Mutter, Cecilia Sanchez Cirez, Model. Sie wuchs zusammen mit drei Brüdern in einer Mühle aus dem 18. Jahrhundert außerhalb von Paris auf. Ihre Großmutter war Madame Simone Jacquinot, Erbin des Vermögens der Lazard Bank.
Am 19. Juni 1990 heiratete de La Fressange den italienischen Eisenbahnmanager Luigi d’Urso, mit dem sie zwei Töchter hat. Er verstarb am 23. März 2006 im Alter von 52 Jahren an einem Herzleiden.

## Karriere

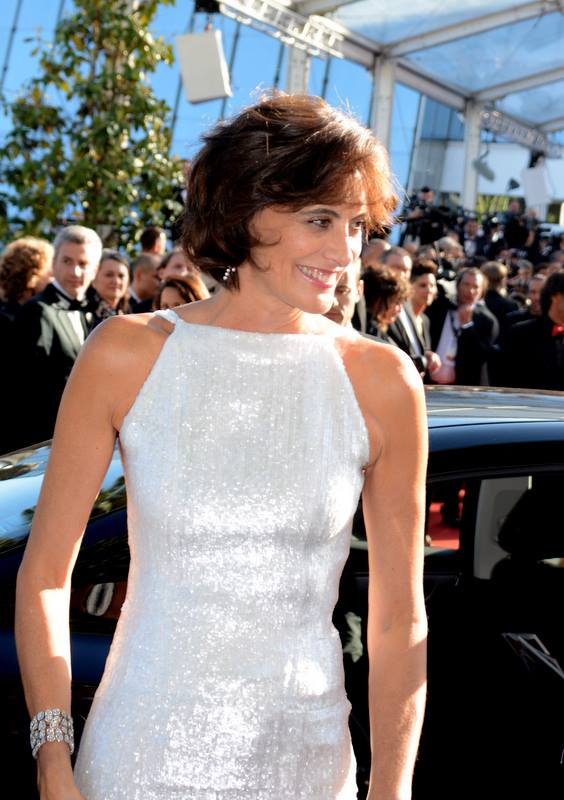
Inès de La Fressange, 2014

In den 1980er Jahren modelte de La Fressange für das Modehaus Chanel. 1983 unterzeichnete sie einen siebenjährigen Exklusivvertrag mit Chanel. Sie begründete den Modelkult, den Modemarken und -designer gezielt für ihre Werbung nutzen. Sie war Muse von Karl Lagerfeld, dem Chefdesigner bei Chanel; 1989 trennten sich beide im Streit. Seither modelt sie nur noch selten, betätigt sich aber als Designerin und Beraterin von Jean Paul Gaultier, für den sie 2008 auf den Laufsteg zurückkehrte.
1991 eröffnete de La Fressange mit Investoren der Louis Vuitton-Familie ihr eigenes Label mit Läden in Europa, USA und Japan, trennte sich aber Anfang der 2000er Jahre im Streit mit den Aktionären (und die Marke wurde danach nicht weiter verwendet); dabei verlor sie die Rechte auf ihren Namen, wogegen sie erfolglos klagte.
Die Marke wurde 2015 mit neuen Investoren neu lanciert und sie ist seither wieder als Designerin und Kreativdirektorin für die eigene Marke tätig.
Im April 2011 veröffentlicht de La Fressange den Ratgeber Parisian Chic: A Style Guide by Inès de La Fressange, den sie selbst illustriert hat.

## Marianne
1989 wurde nach dem Abbild von de La Fressange, als Symbol der Französischen Republik und der Freiheit, eine Büste der französischen Nationalfigur Marianne geschaffen; ihre Vorgängerin als Marianne war Catherine Deneuve, ihre Nachfolgerin wurde Laetitia Casta. Am 18. Juni 2008 erhielt sie den Orden der Ehrenlegion (Légion d’honneur).